# Dithmarschen

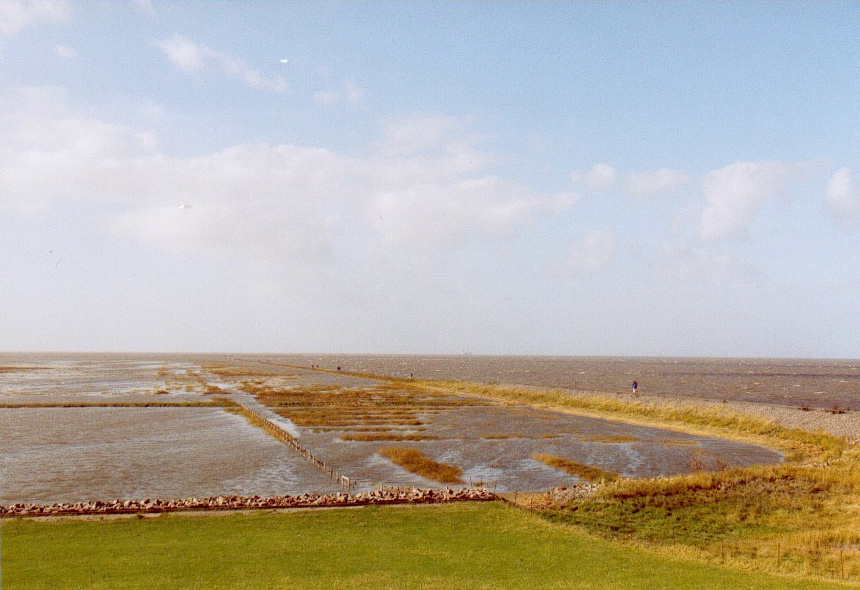
Der Trischendamm bei Friedrichskoog

Dithmarschen ist eine Region und ein Kreis in Schleswig-Holstein zwischen Nordsee, Eider, Elbe und Nord-Ostsee-Kanal / Holstenau. Die Grenzen bestehen seit dem Mittelalter. Dithmarschen wird traditionell als eine (ehemalige) freie Bauernrepublik bezeichnet. Dies stimmt insofern nicht, als Dithmarschen nie lehensunabhängig (das heißt formal frei) war. Weil aber einige Lehnsherren, wie beispielsweise die Bremer Erzbischöfe, ihre Lehnshoheit nicht straff ausübten, konnte sich eine Art Selbstverwaltung herausbilden (siehe Achtundvierziger). Die Landschaft Dithmarschen gehört daher zusammen mit den Landschaften Eiderstedt und Fehmarn zu den Bereichen in Schleswig-Holstein, in denen sich keine adligen Gutsherrschaften entwickelten.
Im Zuge der Verwaltungsreform 1970 wurden die Kreise Norderdithmarschen und Süderdithmarschen zum Kreis Dithmarschen zusammengelegt und Heide zur Kreisstadt bestimmt. Damit wurde die seit 1559 fast ununterbrochen bestehende Zersplitterung der ehemaligen Landschaft in zunächst drei, dann jahrhundertelang zwei Teile wieder beseitigt.
Wichtige Orte neben Heide sind die ehemalige Hauptstadt Meldorf mit ihrer als Meldorfer Dom bezeichneten Pfarrkirche, außerdem Brunsbüttel, Burg, Marne, Wesselburen und die bekannten Ferienorte Büsum und Friedrichskoog.
Von der das Land westlich begrenzenden Nordseeküste ausgehend besteht Dithmarschen aus Marschland, im Landesinnern aus Geest-Gebieten. Die Grenze zu Holstein im engeren Sinn bzw. heute zum Kreis Steinburg bildete die Holstenau, die heute vom Nord-Ostsee-Kanal durchschnitten ist.

## Geschichte

### Vor- und Frühgeschichte
Die ältesten Funde aus Dithmarschen stammen aus dem Mittel- und Jungpaläolithikum und befinden sich in der Geest bei Schalkholz.
Insbesondere die Siedlungsgeschichte des Küstengebietes ist gut erforscht. Archäologische Untersuchungen zeigen, dass die vor 2500 Jahren entstandene alte Marsch im frühen 1. Jahrhundert besiedelt wurde. Ein niedriger Sturmflutspiegel erlaubte zunächst die Anlage von Flachsiedlungen, also in diesem Fall Siedlungen zwischen dem  Warftniveau und knapp über N.N (Tiebensee, Haferwisch westlich von Heide). Steigende Sturmflutspiegelstände erforderten bereits seit 50 n. Chr. den Bau von Wurten (unter anderem Süderbusenwurth). Nachdem das Küstengebiet im 3./4. Jahrhundert n. Chr. offenbar weitgehend verlassen wurde, wurden die Marschen seit dem 7. Jahrhundert neu besiedelt. Ausgrabungen auf frühmittelalterlichen Dorfwurten wurden in Wellinghusen und Hassenbüttel durchgeführt. Seit dem 12. Jahrhundert legten genossenwirtschaftliche Verbände (Geschlechter) Deiche an den Seemarschen an; dadurch wurden die bis dahin vermoorten Sietlandsmarschen entwässert. Hier entstanden in der Folgezeit zahlreiche Marschhufensiedlungen (etwa Barlt, Wennemannswisch, Haferwisch und Hödienwisch).

### Mittelalter
Dithmarschen gehörte zum sächsischen Stammesherzogtum und wurde 804 von Karl dem Großen im Zuge der Sachsenkriege angeblich zusammen mit dem Holsten- und dem Stormarngau unterworfen. Tatsächlich wurde aber 809/810 nur eine einzige fränkische Burg, die Esesfeldburg beim späteren Itzehoe, errichtet, die bereits um 830 wieder aufgegeben wurde. Karl ermunterte vielmehr zunächst die slawischen Abodriten, sich die drei nordelbischen Sachsengaue Stormarn, Holstein und Dithmarschen anzueignen. Sein Plan, so einen slawischen Keil zwischen Dänemark und das Frankenreich zu schieben, misslang, weil die Abodriten die Seiten wechselten und sich mit Dänemark gegen das Frankenreich verbündeten. Deshalb konnte nur ein einziger Stützpunkt in Nordalbingien – die Burg bei Itzehoe – gehalten werden. Stattdessen wurde 811 die Eider vertraglich als Grenze zwischen dem dänischen und dem fränkischen Reich festgelegt. Erst Karls Nachfolgern gelang es, zeitweilig einen abhängigen Pufferstaat zwischen Dänemark im Norden, dem Limes gegen die Slawen im Osten und Niedersachsen als Teil des Frankenreiches zu etablieren. Sie gestatteten um 860 dem landesflüchtigen Dänenkönig Rorik, der als Lehnsmann des Kaisers bis 867 in West- und Ostfriesland bis Cuxhaven (wo man ein nordisches Kastell ausgegraben hat) regierte, das Land „zwischen der Eider und dem Meer“ – Dithmarschen und die Region Hademarschen – zu besetzen und dort mit einigen hundert dänischen und friesischen Gefolgsleuten sowie deren Frauen und Kindern zu siedeln. Wann diese dänische Herrschaft in Dithmarschen endete, ist nicht bekannt.

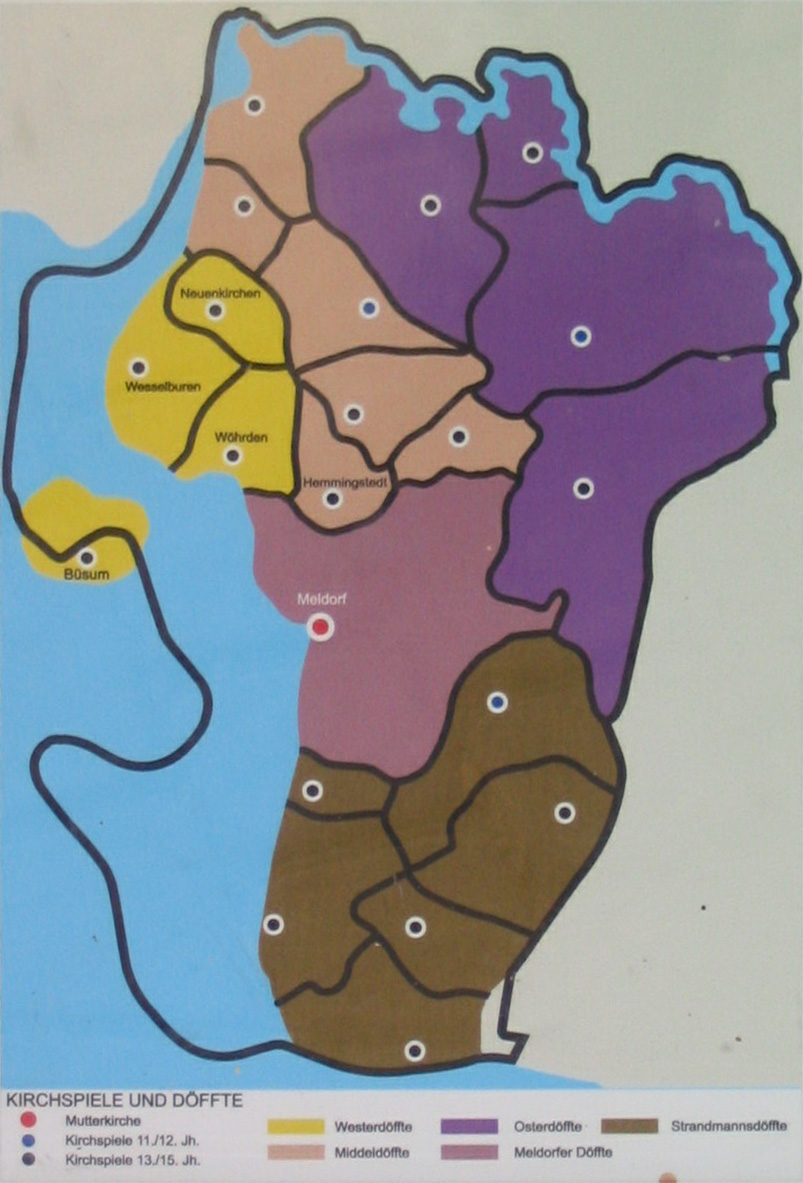
Die Dithmarscher Urkirchspiele. In Schwarz: die heutige Küstenlinie

Adam von Bremen berichtete um 1075: Transalbianorum Saxonum populi sunt tres: primi ad occeanum sunt Tedmarsgoi, et eorum ecclesia mater in Melindorp, das heißt: „Der nordelbischen Völker der Sachsen sind drei: die ersten am Ozean (gemeint ist der Oceanus Britannicus, die Nordsee) sind die Dithmarscher, und ihre Mutterkirche (ist) in Meldorf.“ Er berichtet weiter, dass Hamburg der Hauptort für alle drei sächsischen Stämme nördlich der Elbe sei – was aber ausschließlich kirchenpolitisch zu verstehen ist.
Tatsächlich reichte die Macht der Adeligen, die formal die Grafschaft Holstein und Dithmarschen regierten, anfangs kaum über Hamburg hinaus. Dithmarschen und Holstein waren politisch selbständige Gaue, die wohl vom Ting aller freien Männer selbstverwaltet wurden und sich in regelmäßigen Tingversammlungen aus ihrer Mitte Hertoge (Heerführer) und Overboden wählten, jedoch ist über die dithmarscher Overboden und Heerführer nahezu nichts beschrieben, vom Stande und zeitlichen Vorkommen gehen Hans Heinrich Joseph Meyer und Neocorus von dem Geschlecht der Woldersmannen aus. Diese politische Selbststänusdigkeit drückt sich unter anderem im Vertrag Eddelaks und weiterer Dithmarscher Kirchspiele mit der Hamburger Kaufmannschaft um 1200 aus, unter anderem um den Strandraub Hamburger Waren zu unterbinden. Der formale Lehnsherr wurde in dieser Angelegenheit noch nicht einmal einbezogen. In Holstein blieb das Go-Ting bis 1550 bzw. 1602 eine politische Institution der freien Bauernschaft und des einheimischen Adels, seit 1400 allerdings in Anwesenheit des Grafen bzw. Herzogs von Holstein. Allerdings gelang es den Grafen von Schauenburg seit dem 12. Jahrhundert, ihre Herrschaft über Holstein und Stormarn schrittweise zu festigen und die slawischen Gebiete in Ostholstein ihrem Machtbereich hinzuzufügen. Seit dem 14. Jahrhundert versuchten sie, ihren Einfluss auch auf Dithmarschen auszudehnen.
Bereits um 1100 übte der Bremer Erzbischof die Lehnshoheit über Dithmarschen aus. Allerdings wurde dieses Recht später an die Grafen von Stade weitergegeben. Deren letzter udonischer Vertreter, Graf Rudolf II. von Stade, wurde 1144 von den Dithmarschern ermordet, und Dithmarschen fiel durch einen Tauschvertrag von Rudolfs Bruder Hartwig mit dem Erzbistum Bremen an den ursprünglichen Lehnsherrn zurück.
Hier begann ein Streit zwischen dem Bistum, Adolf III. und dem aufstrebenden Heinrich den Löwen, der sich, einige Vasallen und Erben als Grafen von Stade und somit auch Dithmarschens einsetzte. Neben Heinrich und seinen Erben waren nur die Vasallen Reinhold von Artlenburg (dessen Sitz die Stellerburg war, die er selbst errichten ließ) und Eckhard Schack (der gleichwohl Vasall von König Knut IV. war und der ihn einsetzte) geduldete, wenn auch verhasste Lehnsherren. Reinhold und Eckhard waren auch formell die einzigen Grafen die nur über Dithmarschen eingesetzt wurden.
Nach der Schlacht bei Bornhöved 1227 gehörte das Gebiet zum Erzbistum Bremen, wobei der Bremer Einfluss in Dithmarschen aber nicht sehr ausgeprägt war. In den ganzen militärischen und politischen Auseinandersetzungen zwischen Adolf III., Heinrich (V.) des Älteren/Otto das Kind und dem Bistum in der Zeit zwischen Hartwig II. und Gerhard II. kam es nach einem Vergleich zuletzt wieder zu Bremen. Des Weiteren sprachen sich der Overbode des Geschlechts der Wollersen, sowie später die „potiores terrae“ („Wichtigen des Landes“) selbigem, des Wurthmannen-Geschlechts, sowie des Meymannen-Geschlechts für die Bindung zum Erzbistum aus. 1288 folgte der „Hasenkrieg“ gegen die Holsteiner. Im Verlauf des 14. Jahrhunderts entwickelte sich aus den regionalen Ting-Strukturen in Dithmarschen eine Föderation eigenständiger Kirchspiele. 1403/4 folgte die Schlacht in der Süderhamme. Das mittelalterliche Wappen Dithmarschens zeigt den heiligen Oswaldus und die Jungfrau Maria und im Hintergrund den Meldorfer Dom.
1447 wurde das Dithmarscher Landrecht aufgezeichnet. Es wurde ein Obergericht geschaffen, mit 48 auf Lebenszeit eingesetzten Richtern (Achtundvierziger). Diese entwickelten sich zum eigentlichen Selbstverwaltungsorgan der entstehenden Bauernrepublik Dithmarschen.
Vor allem im späten Mittelalter und in der frühen Neuzeit war Dithmarschen vom Wohlstand der großbäuerlichen Oberschicht, hohem Selbstbewusstsein und faktisch weitgehender Unabhängigkeit gekennzeichnet. Gewaltsame Unterwerfungsversuche scheiterten wiederholt (Schlacht von Wöhrden 1319 gegen Holstein, Schlacht in der Süderhamme 1403/04 gegen Albrecht von Holstein und Gerhard VI. von Holstein-Rendsburg).
Im Februar des Jahres 1500 besiegten die Dithmarscher unter Wulf Isebrand in der Schlacht bei Hemmingstedt ein dänisch-schleswig-holsteinisches Heer unter König Johann, in Personalunion König von Dänemark, Norwegen und Schweden und Herzog in den königlichen Anteilen Schleswigs und Holsteins, sowie seinem Bruder Friedrich, Herzog in den gottorfschen Anteilen Schleswigs und Holsteins. Die anrückende Streitmacht bestand vor allem aus einer im Marschenkrieg spezialisierten Infanterietruppe, der aus Landsknechten zusammengesetzten Schwarzen Garde, sowie einigen adligen Reitereinheiten, war aber schlecht geführt. Die Bauern konnten dieses Heer überraschend vernichten. Sie vermieden zunächst eine offene Schlacht, öffneten im Marschland die Deiche und ließen das anrückende Heer auf dem engen Damm der Straße von Meldorf nach Heide an der Dusenddüwelswarf in der Nähe von Hemmingstedt in eine nasse Falle tappen. Ihr Schlachtruf war „Wohr di, Goor, de Buur, de kump!“ („Hüte dich, Garde, der Bauer, der kommt!“). Ein Großteil der Söldner, die dicht gedrängt an der Spitze des Heeres marschierten, und der schwer gepanzerten schleswig-holsteinischen Ritter kam um, als sie den völlig verstopften und kaum zu verteidigenden Straßendamm verließen und in der gefluteten Marsch von den hier überlegenen Bauern gestellt wurden.
Der nächste, nun gründlich vorbereitete Einmarsch dänisch-schleswig-holsteinischer Truppen unter dem Feldherrn Johann Rantzau, die sogenannte Letzte Fehde, konnte dann allerdings 1559 von den Dithmarschern nicht mehr aufgehalten werden. Die Bauern wurden besiegt und verloren ihre Freiheiten.

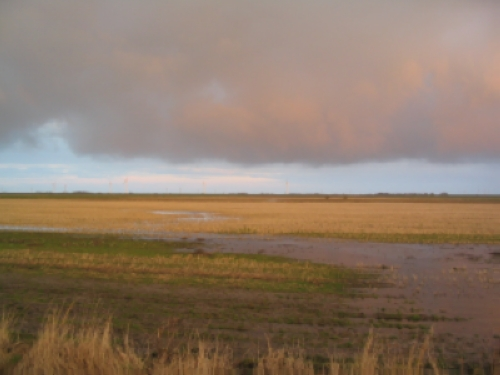
Westerkoog (Dithmarschen)

### Frühe Neuzeit
Nach der Eroberung wurde Dithmarschen in drei Teile geteilt: Herzog Adolf von Schleswig-Holstein-Gottorf erhielt den nördlichen, sein Bruder Herzog Johann von Schleswig-Holstein-Hadersleben den mittleren und König Friedrich II. von Dänemark den südlichen Teil. Nach Johanns Tod von 1581 teilten Adolf und Friedrich dessen Anteile unter der Gottorfer und der königlichen Linie auf. Norder- und Süderdithmarschen existieren fortan als Landschaften mit einer eigenen Landschaftsordnung und einem Landvogt bzw. Statthalter an der Spitze. Dieser war nicht nur der Obrigkeit, sondern auch den Kirchspielsleuten verpflichtet. Nach 1864 wurden die beiden Landschaften zu Landkreisen gleichen Namens umgestaltet. Das Dithmarscher Landrecht blieb in einer reformierten Fassung von 1567 bis in das 19. Jahrhundert hinein bestehen, die weiterhin stattfindende Prosperität zeigt sich auch daran, dass 1585 Büsum (damals „Busen“) eingedeicht und so von einer Insel zum Teil des Festlands gemacht werden konnte.

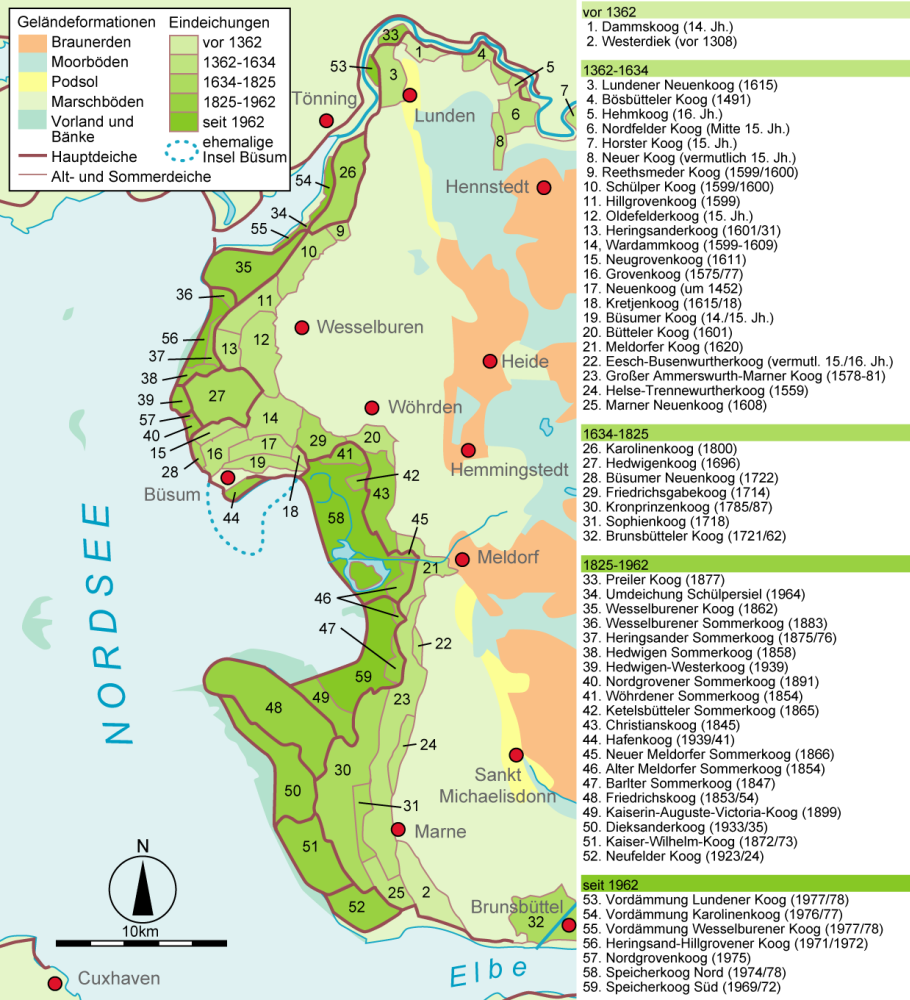
Eindeichungen in Dithmarschen

In den folgenden Jahrzehnten durchlitt Dithmarschen mehrere Kriege und Sturmfluten, die die Landschaft stark in Mitleidenschaft zogen. Im Dreißigjährigen Krieg bekämpften sich vor allem schwedische und kaiserliche Truppen, während im nordischen Krieg schwedische und herzogliche Truppen auf dänische stießen. Während die Burchardiflut 1634 vor allem Nordfriesland traf und in Dithmarschen weniger schwere Verwüstungen anrichtete, litt die Landschaft vor allem unter der Weihnachtsflut von 1717.

### Neuzeit
Nach dem Vertrag von Zarskoje Selo von 1773 war dann auch Norderdithmarschen dem dänischen König in seiner Eigenschaft als Herzog von Holstein unterstellt. In der Folge wurde die durch häufige Kriege zerstörte Landschaft durch Aufteilung der Meente (Allgemeinbesitz), Verkoppelung der Einzelhöfe und die Anlage von Knicks reformiert und das ländliche Wegenetz neustrukturiert. Nach 1814 beteiligten sich Dithmarscher an den Aufständen gegen Napoleon Bonaparte.
Nach dem Deutsch-Dänischen Krieg (1864) und dem Krieg Preußens gegen Österreich (1866) wurde Dithmarschen im Jahre 1867 mit Schleswig und dem restlichen Holstein zur preußischen Provinz Schleswig-Holstein vereinigt.

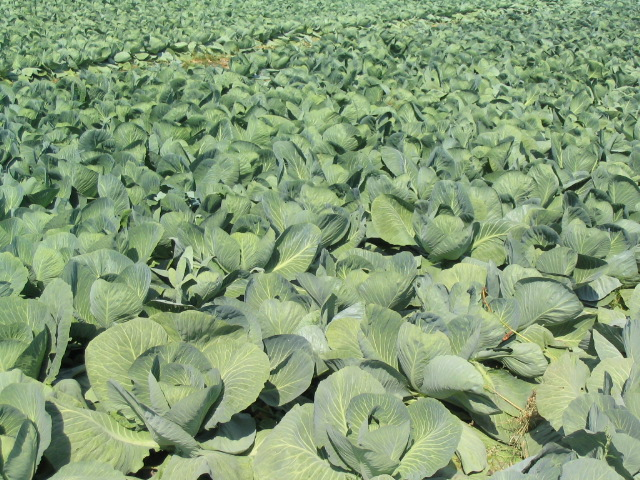
Kohlfeld bei Neuenkirchen

Ende des 19. Jahrhunderts begann großflächig der Kohl-Anbau in der Region, der sie bis heute bekannt macht. Nach einem mit dem Nord-Ostsee-Kanal (ehemals „Kaiser-Wilhelm-Kanal“) einhergehenden Aufschwung brachte der Erste Weltkrieg einen Niedergang.

### Dithmarschen und der Nationalsozialismus
Dithmarschen war eine frühe Hochburg des Nationalsozialismus. Eine antirepublikanische und gegen die Moderne gerichtete Grundstimmung führte dazu, dass die nationalsozialistische Blut-und-Boden-Ideologie in Dithmarschen auf fruchtbaren Boden fiel, was besonders ab 1928 durch die Landvolkbewegung zum Ausdruck kam. Die NSDAP erzielte bereits bei der Reichstagswahl am 20. Mai 1928 einen Stimmanteil von 18 Prozent – in der gesamten Provinz Schleswig-Holstein lag sie zu dieser Zeit bei vier Prozent. Bei der Reichstagswahl 1930 waren es bereits 40 Prozent, und 1932/33 holte die NSDAP über 60 Prozent der Stimmen. Bei den Reichstagswahlen im März 1933 lagen mit Hennstedt, Südermeldorf-Geest, Albersdorf und Tellingstedt vier der zehn Gemeinden mit den deutschlandweit höchsten NSDAP-Ergebnissen in Dithmarschen, ebenso wie die Region die meisten Träger des Goldenen NSDAP-Parteiabzeichens in Deutschland vorzuweisen hatte. Noch in den 1990er-Jahren gestaltete sich die Aufarbeitung der Zeit des Nationalsozialismus in Dithmarschen schwierig. Seit 2005 wird in verschiedenen Orten im Rahmen der Aktion Stolpersteine der Opfer des Nationalsozialismus gedacht.
Am 1. April 1934 wurden die meisten Gemeinden in Norder- und Süderdithmarschen aus Teilen der Kirchspiele neu gebildet.
Im Zweiten Weltkrieg wurde Dithmarschen bis auf Luftangriffe auf den Hafen Brunsbüttel und die Erdölraffinerien in Ostermoor und Hemmingstedt von Kampfhandlungen weitgehend verschont. Nach dem Zweiten Weltkrieg wurden Dithmarschen und Eiderstedt (zusammen damals unter 120.000 Einwohner) zum Internierungsgebiet der Alliierten für bis zu 400.000 Wehrmachtssoldaten (Sperrgebiet G). Während des Krieges und danach wurden, wie im übrigen Schleswig-Holstein, sehr viele Vertriebene aus den ehemaligen Ostgebieten Deutschlands in Dithmarschen aufgenommen.

### Nachkriegszeit und Gegenwart
Besonders in den 1950er bis 1970er Jahren betrieb die Landesregierung von Schleswig-Holstein ein umfangreiches Industrieansiedlungsprogramm. Mit Hilfe von einigen 100 Millionen DM Subventionen wurde vor allem der Standort Brunsbüttel ausgebaut. Durch dieses Programm wurden dort die Ansiedlung der chemischen Industrie und der Bau des Elbehafens und des Kernkraftwerks gefördert.
1973 wurde das Eidersperrwerk fertiggestellt: Es dient ausschließlich dem Küstenschutz und liegt zwischen Dithmarschen und der Halbinsel Eiderstedt, die zu Nordfriesland gehört.
Nach Abwanderungsbewegungen der Industrie in den 1990er Jahren ist in jüngster Vergangenheit wieder eine Rückkehr zu verzeichnen. Der Landstrich ist vor allem ein Ferienland (Nordsee, Radurlaub) und einer der deutschen Hauptproduzenten von Windenergie, Kohl und Gänsen. Das größte deutsche Ölfeld (Mittelplate) befindet sich ebenfalls im Dithmarscher Kreisgebiet, wenn auch in der Nordsee mitten im Nationalpark Schleswig-Holsteinisches Wattenmeer.

## Bekannte Personen
- Adolf Bartels (* 15. November 1862 in Wesselburen; † 7. März 1945 in Weimar), antisemitischer Literaturhistoriker
- Heinrich Christian Boie (* 19. Juli 1744 in Meldorf; † 25. Februar 1806 ebenda), Schriftsteller und Landvogt, Mitbegründer des Göttinger Hainbunds
- Hans Bothmann (* 11. November 1911 in Lohe-Rickelshof; † 4. April 1946 in Heide (Holstein)), zweiter Leiter des Vernichtungslagers Chelmno
- Ernst Breit (* 20. August 1924 in Lohe-Rickelshof; † 22. Februar 2013 in Königswinter), deutscher Politiker (SPD) und Gewerkschafter, DGB-Vorsitzender von 1982 bis 1990
- Hans Reimer Claussen (* 23. Februar 1804 in Fedderingen; † 14. März 1894 in Davenport (Iowa)), deutscher Politiker und US-amerikanischer Senator
- Uwe Dallmeier (* 27. August 1924 in Dithmarschen; † 19. November 1985 Westerland), Schauspieler
- Sophie Dethleffs (* 10. Februar 1809 in Heide (Holstein); † 13. März 1864 in Hamburg), deutsche Mundart-Dichterin
- Rudolph Dirks (* 26. Februar 1877, Heide (Holstein); † 20. April 1968 in New York City), Comicpionier
- Fiona Erdmann (* 9. September 1988 in Saarbrücken-Dudweiler), deutsches Fotomodel, Moderatorin und Schauspielerin
- Gustav Frenssen (* 19. Oktober 1863 Barlt; † 11. April 1945 ebenda), Pastor und Schriftsteller
- Klaus Groth (* 24. April 1819, Heide; † 1. Juni 1899 in Kiel), Dichter und Schriftsteller
- Friedrich Pauly (* 10. Juni 1875 in Heide; † 7. September 1954 in Kiel), Landrat von Süderdithmarschen, Groth-Kenner (nicht verwandt oder verschwägert mit Max Pauly)
- Claus Harms (* 25. Mai 1778 in Fahrstedt (Kreis Süderdithmarschen); † 1. Februar 1855 in Kiel), evangelischer Pfarrer in Kiel und Pastoraltheologe
- Hans Hartz, (* 22. Oktober 1943 in Lunden, gestorben 30. November 2002 in Frankfurt am Main), deutscher Liedermacher
- Friedrich Hebbel (* 18. März 1813, Wesselburen; † 13. Dezember 1863 in Wien), Dramatiker
- Claus Heim (* 1884; † 1968), wichtiges Mitglied der Landvolkbewegung („Bauerngeneral“)
- Christian Heuck (* 18. März 1892 in Heuwisch; † ermordet 23. Februar 1934 in Neumünster), Politiker der KPD
- Willy Graba (* 14. November 1894 in Wesselburen; † 26. Dezember 1973 auf der Hallig Langeneß in Nordfriesland), Maler, bis heute bekannt als der Halligmaler
- Wulf Isebrand (* zwischen 1465 und 1480; † 1506), Dithmarscher Volksheld, Anführer in der Schlacht bei Hemmingstedt
- Sarah Kirsch (* 16. April 1935 in Limlingerode; † 5. Mai 2013 in Heide (Holstein)), Schriftstellerin
- Jürgen Koppelin (* 14. September 1945 in Wesselburen); langjähriger Bundestagsabgeordneter (FDP)
- Johann Kruse (* 1889; † 1983), Lehrer und Volkskundler
- Neocorus, eigentlich Johann Adolf Köster (* um 1550; † 1630), Chronist des Landes Dithmarschen und Pastor zu Büsum
- Carsten Niebuhr (* 17. März 1733 in Lüdingworth; † 26. April 1815 in Meldorf), Forschungsreisender (Orient)
- Torge Oelrich (* 11. September 1988 in Heide (Holstein)), Schauspieler und Webvideoproduzent
- Familie Overlander, die mit Pieter Overlander (um 1500–1565) auch in Amsterdam sesshaft wurde, und in weiterer Folge dem dortigen Patriziat zugehörig war
- Max Pauly (* 1. Juni 1907 in Wesselburen; † 8. Oktober 1946 in Hameln), Nazi-Kriegsverbrecher
- Joachim Rachel (* 28. Februar 1618 in Lunden in Dithmarschen; † 3. Mai 1669 in Schleswig), deutscher Satiriker
- Erwin Rehn (* 23. Februar 1927 in Heide (Holstein); † 23. Mai 2000), Widerstandskämpfer gegen den Nationalsozialismus
- Nicolaus Reimers, (* 1551 in Hennstedt; † 15. August 1600 in Prag), Astronom und Hofmathematiker
- Jil Sander (* 27. November 1943 in Wesselburen), Modedesignerin
- Mike Süsser (* 8. Juni 1971 in Itzehoe, aufgewachsen in Burg (Dithmarschen)), TV-Koch
- Fritz Thiedemann (* 3. März 1918 in Heide (Holstein); † 8. Januar 2000 ebenda), deutscher Springreiter
- Rainer Trampert (* 5. Mai 1946 in Heuwisch), Publizist und Ex-Politiker
- Elisabeth von Ulmann (* 21. April 1929 in Kiel; † 1. April 2005 in Kiel), Schriftstellerin, Lyrikerin und Dichterin, lebte in Dithmarschen und hinterließ literarische Spuren
- Hugo Urbahns (* 18. Februar 1890 in Lieth; † 16. November 1946 bei Stockholm), kommunistischer Politiker und Reichstagsabgeordneter
- Herman Wendelborg Hansen (* 1854 in Dithmarschen; † 22. April 1924 in Oakland, Kalifornien), deutsch-amerikanischer Maler
- Peter Wiben (*?; † 17. Mai 1545), Landsknecht, Räuber und Pirat
- Wilhelm Wieben (* 2. Juni 1935 in Hennstedt; † 13. Juni 2019 in Hamburg), ARD-Nachrichtensprecher
- Theodor Wisch (* 13. Dezember 1907 in Wesselburenerkoog; † 11. Januar 1995 in Norderstedt) war SS-Brigadeführer und Generalmajor der Waffen-SS
- Ewald Wortmann (* 17. April 1911 in Marne; † 15. September 1985 in Osnabrück), Arzt, war in das NS-Euthanasie-Programm (Aktion T4) verwickelt

## Film
Dithmarschen ist Kulisse zahlreicher deutscher Vorabend-Serien und einiger Spielfilme. Die Tatort-Folge Wat Recht is, mutt Recht bliewen von 1982, die als einzige untertitelt wurde, da die Dialoge in niederdeutscher Sprache geführt werden, spielt in Dithmarschen, wurde aber bei Cuxhaven gedreht.